# 小二黑结婚

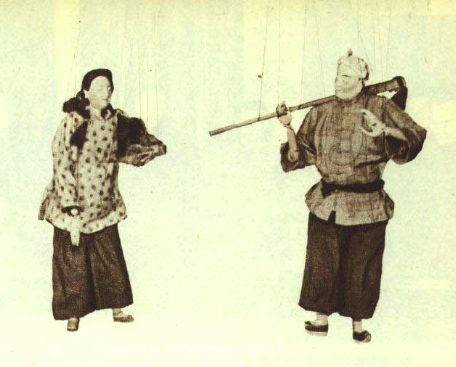
1953年木偶戏小二黑结婚

《小二黑结婚》，是中國作家趙樹理于1943年创作的短篇小說。

## 概述
《小二黑结婚》由真實事件改編，是一個歌颂婚姻自由的故事。该小说讲述了一對農村青年小二黑和小芹反對迷信思想及封建势力，争取婚姻自由的故事。故事中，小二黑和小芹的自由恋爱受到垂涎小芹美色的流氓恶霸村干部金旺、兴旺两兄弟的阻挠；小二黑之父二诸葛因迷信而反对二人结合，又强行给小二黑收养一位童养媳；小芹之母三仙姑則因喜欢笼络像小二黑这样的青年在身边而认为女兒碍事，要把小芹给吴姓晋系军官作续弦。一天小二黑和小芹暗地商量终身大事时，被金旺等以“捉奸”为名捆住送到区上，企图借刀杀人，却被抗日民主区政府的区长识穿，出面支持小二黑和小芹，又向二诸葛和三仙姑宣传婚姻自主的新风；区政府后来又发动群众揭发恶霸两兄弟并据此严惩了他们。故事最後以二人获得二诸葛和三仙姑支持而成婚的喜剧收场。

## 创作经过和改编
這部小說甫一推出極受好評，中国共产党晉察冀中央局宣傳部長周揚在《新的人民的文藝》一文中稱讚：“反映農村鬥爭的最杰出的作品，也是解放區文藝的代表之作。”彭德怀也曾在這部小說上題詞：「像這樣從群眾調查研究中，寫出來的通俗故事，還不多見。」
《小二黑结婚》于1950年及1964年分别由顾而已、干学伟导演拍摄成两部同名电影搬上银幕，1952年又改编为民族歌剧，由田川、杨兰春执笔，马可、贺非、张佩衡、乔谷作曲。

## 故事原型
1943年，在中共北方局从事抗日宜传工作的赵树理在奉命深入辽县（今山西左权县）农村搞调研时，有一桩村干部迫害争取婚姻自主的青年岳冬至致死的案件。他在调查案件的过程中，了解到全村人包括岳冬至的家长在内，没有一人同情岳冬至。他们虽然认为不应该打死岳冬至，但认为应该教训他，因为他竟敢不听父母之命。这件事使赵树理意识到，如不启发农民的觉悟，便难以领导他们进行彻底的反封建斗争。于是他以岳冬至案为直接的生活根据，经过艺术加工，创作了短篇小说《小二黑结婚》。